# Prospalta aplecta
Prospalta aplecta là một loài bướm đêm trong họ Noctuidae.